# Markus Büchel
Markus Büchel (Eschen, 14 maggio 1959 – Ruggell, 9 luglio 2013) è stato un politico liechtensteinese.
Dal maggio al dicembre 1993 fu il Capo del Governo del Liechtenstein.